# Fleetwings A-1
El Fleetwings A-1 fue un blanco aéreo no tripulado estadounidense fabricado por Kaiser-Fleetwings.

## Diseño y desarrollo
El A-1 fue construido alrededor de 1940 como un pequeño blanco de artillería aérea, probablemente diseñado específicamente para este propósito. Se volaba sin tripulación y era controlado mediante señales de radio desde el suelo. El número de A-1 construidos es desconocido, pero este blanco aéreo fue retirado probablemente a mediados de 1941.

## Operadores
Estados Unidos
- Cuerpo Aéreo del Ejército de los Estados Unidos

## Especificaciones

### Características generales
- Envergadura: 6 m (19,7 ft)
- Planta motriz: 1× desconocido .
  - Potencia: 60 kW (83 HP; 82 CV)

### Rendimiento
- Velocidad máxima operativa (Vno): 290 km/h (180 MPH; 157 kt)
- Techo de vuelo: 3000 m (9843 ft)

## Aeronaves relacionadas

### Secuencias de designación
- Secuencia A-_ (Blancos aéreos no tripulados del USAAC, 1940-1941): A-1 - A-2 - A-3 - A-4 →